# Politics
Politics — песня нью-метал-группы Korn и третий сингл с их седьмого студийного альбома See You on the Other Side. Музыканты сначала хотели сделать третий сингл на песню «Love Song», но потом решили издать «Politics». Также песня стала последним синглом с Дэвидом Сильверией на ударных.

## Джонатан Дэвискомментирует значение песни
Песня о том, как я ненавижу говорить о политике. Я имею в виду, что политика сейчас повсюду, и это не обязательно связано с правительством. Кто с кем спит, кто что делает, кто что получает... Я вижу это в церкви, повседневной жизни, правительстве. Вот о чем я говорю, а не о тупом дерьме, происходящим с парнями в костюмах, их точкой зрения, их лобби, их тем и их этим. Korn никогда не были настоящей политической группой. Я касаюсь политики только тогда, когда это касается человеческой жизни, от глобального потепления до нападок на мое право носить оружие, и все в таком духе. Это та политика, которая меня волнует. Прочая лабуда про налоги, и кто победит на выборах, меня не волнует. Очевидно, что даже поход на выборы не дает никакого толку, все основывается на голосах электората. Какого черта я вообще могу поделать? Это стыдно. Я просто жду когда президент уберется из своего офиса, и может быть мы сможем найти кого-то, кто сможет делать эту работу получше. Но что мы в действительности знаем? Может то, что он делает — правильно, а мы этого не знаем. Мы все находимся в неведении о том, что происходит. Вы понимаете, что если бы у нас не было нефти, Соединенные Штаты Америки перестали бы существовать, и мы бы все умерли? Если вы действительно подумаете об этом, нефть это то, что позволяет нам жить, дает нам нашу медицину, нашу пищу, любую самую простую вещь.

## Видео
Видео было снято вживую 26 августа 2006 на концерте в Alpine Valley Ampitheatre в Ист-Трое, Висконсин, во время тура Family Values Tour. Помимо простой камеры, снимавшей группу, небольшие переносные камеры были вручены десяти членам официального фан-клуба, которым позволили снимать выступление и любые закулисные сцены, какие они пожелают. Видео было выпущено эксклюзивно на MP3.com 3 октября 2006.